# Mannheimer Kasinosturm
Der Mannheimer Kasinosturm war ein gewaltsamer Überfall auf eine katholische Demonstration und Versammlung am 23. Februar 1865 in Mannheim. Durch gewalttätige Gegendemonstranten wurden mehrere Teilnehmer verletzt, einer durch einen Messerstich. Die Veranstaltung musste abgebrochen werden, und eine größere Teilnehmergruppe floh, von den Gewalttätern verfolgt, über die Landesgrenze ins damals bayerische Ludwigshafen am Rhein.

## Vorgeschichte
Die Deutsche Revolution 1848/1849 hatte zu einer Aktivierung der katholischen Kirche geführt, die sich aus der Abhängigkeit vom Staat befreien wollte. Allenthalben regte sich katholisches Selbstbewusstsein und es wurden sogenannte Piusvereine initiiert. Diese nach dem damaligen Papst Pius IX. benannten Vereine untersuchten die für Kirche und Gesellschaft neu gewährten Rechte, setzten sie zum Nutzen der Kirche um und wachten über deren Einhaltung; gleichzeitig war es ein Erwachen des politischen Katholizismus. In Baden kam es 1853/54 zu heftigen Auseinandersetzungen mit der Regierung, auf deren Höhepunkt eine gerichtliche Untersuchung gegen Erzbischof Hermann von Vicari wegen Amtsmissbrauchs erfolgte und dieser unter Hausarrest gestellt wurde.
Der Fall mündete in Verhandlungen zwischen der Badischen Regierung und dem Heiligen Stuhl, die im Jahre 1859 zum Abschluss einer Konvention führten, welche der katholischen Kirche – gemessen an den bisherigen Verhältnissen – ein relativ großes Maß an Freiheit bei der kirchlichen Stellenbesetzung, der Theologenausbildung und der Vermögensverwaltung einräumte. Dies stieß auf den heftigen Widerstand der Liberalen, welcher sich zunächst in Protestversammlungen und Petitionen äußerte, schließlich aber immer größeren Einfluss auf die Regierung und Großherzog Friedrich I. gewann. Der mühsam beigelegte Konflikt brach erneut auf und weitete sich zum so genannten Badischen Kulturkampf aus. Von Seiten der Politik wurden einerseits von den Konservativen Vorstellungen von einem Staatskirchentum und einer Staatskirchenhoheit vertreten, während liberale Protagonisten eine Trennung von Kirche und Staat und eine Minimierung des kirchlichen Einflusses auf die Politik forderten. Die Auseinandersetzungen bewerkstelligten auf Regierungsseite hauptsächlich August Lamey (bis 1866 Innenminister), Julius Jolly (seit 1862 Ministerialrat und ab 1866 Lameys Nachfolger als badischer Innenminister) sowie Johann Caspar Bluntschli (einflussreicher Parlamentarier aus Heidelberg). Durch die von ihnen forcierte totale Trennung von Kirche und Staat nahmen sie gewissermaßen den preußischen Kulturkampf vorweg.
Der offene Kampf begann mit dem Schulstreit, in dem es vornehmlich um die Verdrängung der Kirche bzw. der Geistlichen aus der Volksschule ging. Zum Direktor des Oberschulrates berief Innenminister Lamey den freigeistigen Protestanten Karl Knies, einen der schärfsten Gegner der Kirchen-Konvention von 1859, was von den Liberalen als positives Signal gewertet und lebhaft begrüßt wurde. Knies arbeitete Vorschläge zur Volksschulreform aus, die er der Öffentlichkeit als Diskussionsgrundlage präsentierte und dadurch heftige Reaktionen auslöste, was zum ersten Höhepunkt im Schulstreit führte. Die Empfehlung, dass ausschließlich der Staat für die Leitung und Beaufsichtigung des Volksschulwesens verantwortlich sein sollte – womit das de facto bestehende kirchliche Aufsichtsrecht abgeschafft worden wäre – machte die katholische Kirche zum erklärten Gegner von Knies’ Entwürfen. Mit seiner scharfen Reaktion auf die 1864 erfolgte Verabschiedung dieses Schulgesetzes löste Erzbischof Hermann von Vicari eine derart starke Bewegung innerhalb der katholischen Bevölkerung Badens aus, wie man sie bis dahin nicht gekannt hatte. In einem besonderen Hirtenbrief erklärte er, das Schulaufsichtsgesetz beruhe auf einem „großen Irrtum“ und einem „schweren Unrecht“, weshalb er diesem die Anerkennung verweigern müsse. Zugleich beschwor Vicari die Katholiken, zusammen mit ihm und den Geistlichen „alle rechtlichen und christlich erlaubten Mittel“ anzuwenden, um die katholische Schulaufsicht und die ebenfalls in Frage gestellten Konfessionsschulen zu erhalten.

## Die Kasinobewegung
Die so genannte Kasinobewegung entwickelte sich Anfang 1865 direkt aus dem Widerstand gegen das Badische Schulaufsichtsgesetz. Schon 1862, auf dem Aachener Katholikentag, empfahl man den Gläubigen sich wegen ihrer zunehmend bedrängten Lage zu festen Gemeinschaften zusammenzuschließen. Man nannte diese örtlichen Katholikenvereine unter Gebrauch eines damaligen Modewortes „Kasinos“. Der Heidelberger Kaufmann und spätere Reichstagsabgeordnete Jakob Lindau folgte jener Empfehlung und gründete in seiner Heimatstadt im Herbst 1862 ein Kasino als gesellige Vereinigung von Katholiken, die zu Diskussions- und Vortragsabenden zusammenkamen. Solche „Katholischen Kasinos“ fanden in der Folge starke Verbreitung.

## Ablauf

### Mannheim
Einen dramatischen Höhepunkt erreichte die Kasino-Bewegung am 23. Februar 1865 im liberal dominierten Mannheim, wo es zu schweren Ausschreitungen kam. Bereits im Vorfeld hatten die Liberalen in der Presse, mit einem Aufruf und einer Gegenveranstaltung gegen die geplante katholische Kundgebung agitiert. Das Anti-Kasino, bei dem am 22. Februar, unter dem Vorsitz von Oberbürgermeister Ludwig Achenbach, etwa 2000 Kasinogegner zusammenkamen, verabschiedete eine Adresse an Großherzog Friedrich I. Dort hieß es u. a., eine Kirche, die mit dem Syllabus errorum Positionen vertrete, die mit sämtlichen Grundsätzen des Staatslebens in unversöhnlichem Widerspruch ständen, habe den Anspruch auf die Leitung der Volkserziehung verwirkt. Aus diesen Gründen protestiere man gegen die geplante Katholikenversammlung zur Abschaffung des Schulgesetzes. Aufgrund der angespannten Atmosphäre schloss man es unter Berufung auf informierte Kreise bereits einige Tage vor der katholischen Veranstaltung nicht aus, dass die Interessen des Staates eventuell sogar „durch ein Stückchen Faustrecht“ zur Geltung gebracht und auf diese Weise die Versammlung verhindert würde. Für eine zusätzliche Aufheizung der Stimmung sorgten mehrere Anzeigen im Mannheimer Anzeiger, speziell eine am Veranstaltungstag erschienene, mit der Bemerkung, es treffe heute „eine Partie Schwarzwildbret zum Aushauen“ ein. Eine unglückliche Verschärfung bedingte außerdem die kurzfristig ergangene Regierungsanordnung, welche den Katholiken die Benutzung der Mannheimer Kirchen zum Zwecke der Veranstaltung untersagte und dazu führte, dass die Kasino-Teilnehmer mit den Gegendemonstranten auf offener Straße zusammenstießen.

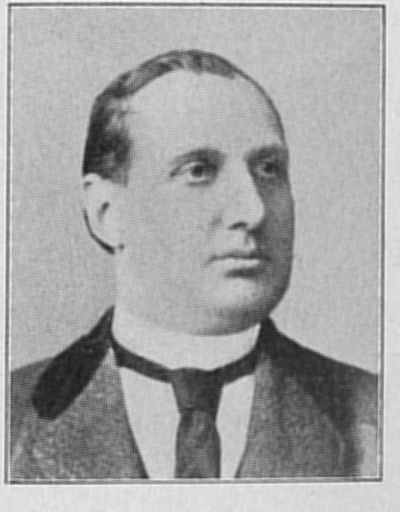
Der spätere Reichstagsabgeordnete Jakob Lindau aus Heidelberg. Er ging an der Spitze des überfallenen Kasinozuges und leitete die Veranstaltung.

Laut dem Mannheimer Studienprofessor Karl Alois Fickler – neutraler Augenzeuge der Vorgänge, Mitunterzeichner der Petition gegen die Veranstaltung – hatte bereits am Morgen des Vortages der „Zuzug von katholischen Männern aus der Gegend von Wiesloch und Bruchsal, der badischen und hessischen Bergstraße und dem Odenwald“ begonnen. Gegen Mittag des 23. Februar 1865 versammelten sich etwa 3000 Teilnehmer des katholischen Kasinos am Hauptbahnhof Mannheim. Die meisten Auswärtigen waren am Kundgebungstag per Bahn angereist, was damals die gängigste Reiseart für weitere Strecken darstellte. Nach Angaben Ficklers und aller anderen Zeugen ließ die Regierung die Eingänge beider Mannheimer Pfarrkirchen überwachen. Sowohl am Portal der St. Sebastianskirche am Marktplatz als auch an der Jesuitenkirche nahe dem Rheinübergang hatte man je eine Wachmannschaft unter einem Polizeikommissär postiert. Die Kasinoteilnehmer stellten sich in Reihen auf, und die Geistlichen sowie der Veranstalter Jakob Lindau traten an die Spitze.
Dann setzte sich der Zug durch die Stadt in Bewegung. Fickler konstatierte, dass viele der Männer aufgrund der vorangegangenen Drohungen „mit Stöcken bewaffnet waren, aber eine durchaus passive Haltung einnahmen.“ Den Katholikenzug begleiteten etwa gleich viele Gegendemonstranten unter heftigen Beschimpfungen, Geschrei, Gejohle sowie mit Klappern und Ratschen, wozu sie per Zeitungsannonce ausdrücklich aufgefordert worden waren. Schon während des Marsches zur Marktkirche gab es vereinzelt Gewalttaten gegen Teilnehmer. Als man die Marktkirche St. Sebastian polizeilich besetzt fand, zog man weiter zur Jesuitenkirche, unter „höhnischen Zurufen auf die Katholiken“, wie Fickler schrieb. Auch dort verwehrte die Staatsmacht dem Wanderkasino vehement den Zugang. Daher forderte die Veranstaltungsleitung die Teilnehmer auf, durch den Schlossgarten auf die nahe Rheinbrücke zu marschieren, um über den Rhein Ludwigshafen zu erreichen, das damals in der bayerischen Rheinpfalz – also im Ausland – lag. Dort wollte man die Demonstration beenden und in Würde auflösen. Schon an der Jesuitenkirche war es zu Tumulten gekommen, die sich erst recht fortsetzten, als man erkannte, dass sich der Zug ins benachbarte Bayern absetzen wolle. Bei den Teilnehmern setzte Verwirrung und Panik ein, die Gegendemonstranten fielen über sie her. Karl Alois Fickler berichtete: „Im Gedränge bei den Brückenhäusern steigerten sich die Exzesse bis zu Verwundungen. Es erhielt der Pfarrer von Ilvesheim, Johann Hermann Thommes ein mit Medaillen und Kreuzen geschmückter Mann (er war ehemaliger Feldgeistlicher im dänischen Krieg 1849) eine Kopfwunde mit starker Hautverletzung. Mittlerweile war eine Droschke mit Pfarrer Winterer aus Dossenheim und einigen anderen Geistlichen herangefahren. Ein junger Geistlicher entzog sich den Misshandlungen durch Flucht über die Landungswege der Dampfboote.“
Ein Bericht im nicht-katholischen Mainzer Abendblatt brachte die Erlebnisse eines Teilnehmers, der u. a. erklärte:

„Die Schuljugend, Fabrikarbeiter, schlecht gekleidetes Gesindel erhoben Erde, bewarfen uns mit Kot und Steinen, die Stöcke, ja verborgene Hämmer kamen zum Vorschein… da wird ein Pfarrverweser, mir persönlich als milder friedfertiger Charakter bekannt, von einer Rotte vorwärts gestoßen, große Steine schleudern sie aus einer kleinen Entfernung auf den Rücken des Misshandelten. Er dreht sich bleichen Angesichts um, es hagelt Stockschläge auf ihn herab, man reißt ihm den Hut herunter, zertritt ihn. Einige Schritte von uns schlägt man einem mit einem Orden dekorierten alten Geistlichen den Hut vom Kopf, und wie der Kopf entblößt ist, trifft ein halbfaustgroßer Stein seine Stirne. Einem anderen Geistlichen schlägt ein Mann die Hand ins Gesicht und zertrümmert seine Brille …“

Im Badischen Beobachter heißt es:

„Der Pöbel riß an einzelnen Stellen das Pflaster auf, warf auf die Katholiken mit Kot und Steinen, überfiel einzelne Geistliche und sonstige Leute, schlug sie mit Steinen, die in Sacktücher gewickelt waren, warf Einzelne zu Boden und zog sie in den Gassen herum. Einem Geistlichen wurden buchstäblich die Kleider vom Leibe gerissen.“

### Fortsetzung in Ludwigshafen
Verfolgt von den Gegendemonstranten hatte der Rest des gesprengten Zuges – immerhin noch über 150 Personen unter Lindaus Führung – das bayerische Rheinufer erreicht und sammelte sich im Festsaal des Ludwigshafener Gasthofes „Deutsches Haus“. Die Mannheimer Gewalttäter blieben meist auf der Straße vor dem Lokal und setzten dort ihre Drohungen fort. Nur wenige wagten es, sich in die Gaststätte zu begeben und weiter die Stimmung anzuheizen. Schließlich erschien der Polizeikommissär und verkündete, es sei allen Leuten gestattet, auf bayerischem Boden Asyl zu genießen; jeder könne in Ruhe und Sicherheit verweilen, solange er wolle. Es sei jedoch nicht erlaubt, eine Versammlung mit Reden abzuhalten, da dies einer Genehmigung bedürfe, die jetzt „ad hoc“ nicht mehr eingeholt werden könne. Viele Priester blieben der Sicherheit wegen in Ludwigshafen und kehrten erst am nächsten Tag heim. Andere gingen bereits abends wieder nach Mannheim zurück, wobei drei von ihnen prompt am Rathaus überfallen und erneut misshandelt wurden.

## Auswirkungen

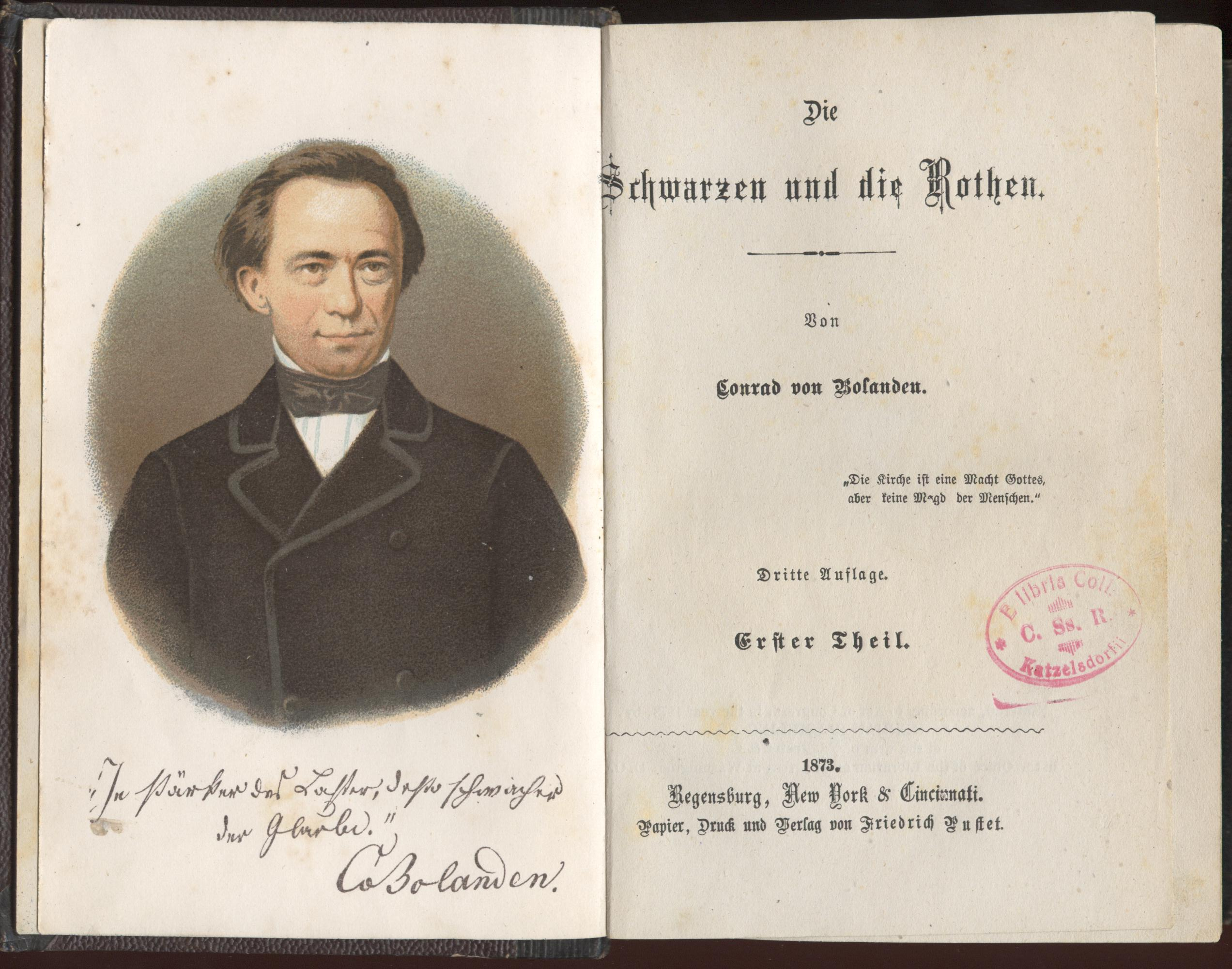
Titelseiten des Romans Die Schwarzen und die Roten, der den Badischen Schulstreit zum Thema hat und in Mannheim spielt. Ein Kapitel beschreibt ausschließlich den „Mannheimer Kasinosturm“.

Obwohl die Versammlung nicht hatte stattfinden können, war das Ziel über alle Erwartungen hinaus erfüllt, nämlich die Aufmerksamkeit der breiten Öffentlichkeit zu erreichen, nicht nur in Mannheim und Baden, sondern im gesamten deutschen Sprachraum und darüber hinaus. Nahezu alle deutschsprachigen Zeitungen brachten damals Berichte über den Vorfall; eine 30-seitige Abhandlung publizierten später auch die Historisch-Politischen Blätter für das katholische Deutschland, ein sehr renommiertes Magazin, das im Auftrag der Eigentümerfamilie Görres in München erschien. Ein Teilnehmer – der Kirchenrechner von Eppelheim – war durch Messerstich am Hinterkopf verletzt worden, viele andere trugen Platzwunden, Prellungen, Abschürfungen und Blutergüsse davon.
Im Mannheimer Journal vom 24. Februar 1865 heißt es: „Mannheim ist kein Boden für die Schwarzkutten und ihren Anhang.“ Im Mannheimer Anzeiger vom selben Tag verkündet ein spöttisches Inserat: „Das angezeigte Schwarzwild ist reißend fortgegangen und nichts mehr vorhanden.“
Die Polizeitruppe in Mannheim war am Tag der Demonstration trotz der zuvor angekündigten Krawalle nicht verstärkt worden, wobei sich die meisten der eingesetzten Ordnungshüter ohnehin mit dem Absperren der Kirchen beschäftigten. Es ist kein Fall bekannt, in dem die Polizei aktiv zum Schutz eines angegriffenen Kasinoteilnehmers eingeschritten wäre, die Körperverletzungen spielten sich sogar teilweise unter den Augen der Gendarmen ab. Von den vielen Gewalttätern wurden lediglich zwei namhaft gemacht und vor Gericht gestellt. Beide hat man in erster Instanz freigesprochen, auf Appellation der Staatsanwaltschaft erhielt wenigstens einer von ihnen – ein auswärtiger jüdischer Kommis (Kanzleigehilfe) – sechs Tage Gefängnis. Der Andere – ein Mannheimer Bürger christlichen Glaubens – ging straffrei aus.
Das Königreich Bayern machte die Angelegenheit zum Gegenstand einer diplomatischen Beschwerde. Jakob Lindau referierte am 13. September 1865 auf dem 17. Deutschen Katholikentag in Trier persönlich in einer Rede über die Mannheimer Ereignisse und den Badischen Schulstreit. Die Ansprache ist im offiziellen Bericht des Katholikentags abgedruckt, der zudem die ergänzende Dokumentation Tatsachen aus Baden zur Gesamtentwicklung enthält.
Der Speyerer Schriftsteller Joseph Eduard Konrad Bischoff widmete dem „Mannheimer Kasinosturm“ ein eigenes Kapitel in seinem 1868 unter dem Pseudonym „Conrad von Bolanden“ erschienenen Roman Die Schwarzen und die Roten. Es trägt den Titel Mannheimer Pöbel. Im Zusammenhang mit dem Vorfall wurde hinsichtlich der Mannheimer Verhältnisse auch das Schimpfwort „Neckarschleim“ geprägt.